# Arrondissement Strasbourg-Ville
Das Arrondissement Strasbourg-Ville war ein Verwaltungsbezirk im Département Bas-Rhin in der Region Elsass in Frankreich mit zuletzt 274.394 Einwohnern (Stand 1. Januar 2012) auf einer Fläche von 78 km². Sitz der Präfektur und einzige Mitgliedsgemeinde war Straßburg.

## Geschichte
Am 4. März 1790 mit der Gründung des Départements Bas-Rhin gehörte das Gebiet zum Distrikt Strasbourg.
Mit der Gründung der Arrondissements entstand am 17. Februar 1800 das Arrondissement Strasbourg, das im Wesentlichen den Distrikt ersetzte.
Ab dem 18. Mai 1871 gehörte das Gebiet als Kreis Straßburg (Stadt) im Bezirk Unterelsass zum Reichsland Elsass-Lothringen. Der Kreis umfasste damals 78 km² und hatte (1885) 111.987 Einwohner.
Im Zuge der Wiedereingliederung des Elsass nach Frankreich am 28. Juni 1919 (Vertrag von Versailles) wurde das Gebiet als Arrondissement Strasbourg-Ville neu zugeschnitten.
Am 1. Januar 2015 wurde das Arrondissement aufgelöst. Sein Gebiet kam zum neuen Arrondissement Strasbourg.

## Geografie
Das Arrondissement grenzte im Norden, Süden und Westen an das Arrondissement Strasbourg-Campagne und im Osten an Deutschland mit dem Regierungsbezirk Freiburg (Baden-Württemberg).

## Verwaltung

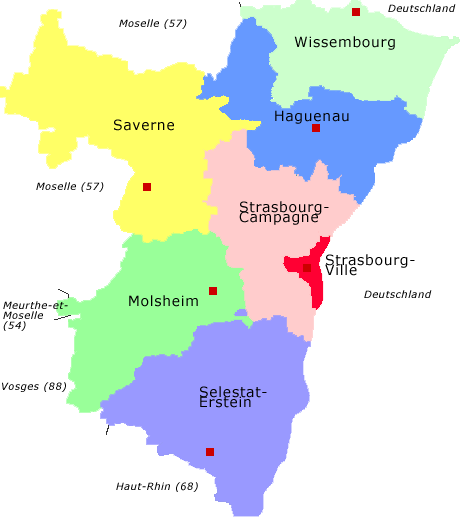
Lage des ehemaligen Arrondissements Strasbourg-Ville im Département Bas-Rhin

Im Arrondissement gab es zehn Wahlkreise:
- Strasbourg-1
- Strasbourg-2
- Strasbourg-3
- Strasbourg-4
- Strasbourg-5
- Strasbourg-6
- Strasbourg-7
- Strasbourg-8
- Strasbourg-9
- Strasbourg-10

## Gemeinden
Die einzige Kommune des Arrondissements war:
- Straßburg 274.394 Einwohner (2012)